# فتح الانتفاضة
فتح الانتفاضة تنظيم فلسطيني شكله سنة 1983 نائب قائد قوات العاصفة أبو صالح (نمر صالح) والعقيدين أبو موسى وأبو خالد العملة وأبو فاخر عدلي الخطيب إثر انشقاقهم عن حركة فتح. أدى الانشقاق الذي أيدته سوريا إلى نشوب عدة معارك في البقاع وطرابلس ضد الموالين لياسر عرفات. انتقل الصراع في ما بعد إلى المخيمات حيث شاركت فتح الانتفاضة، حركة أمل، الجبهة الشعبية لتحرير فلسطين - القيادة العامة ومنظمة الصاعقة في ماسمي بحرب المخيمات بين 1985 و1988. بعد انتهاء الحرب في لبنان انحسر دورها إذ يقتصر تقريبا حضورها في سوريا وفي المخيمات الفلسطينية في لبنان والأردن.
بعد وفاة العقيد أبو موسى امين سر الحركة، اجتمع المجلس الثوري للحركة، وتم انتخاب أبو حازم أمين سر خلفاً للراحل أبو موسى، وعدلي الخطيب أبو فاخر امين سر مساعد، كم تم انتخاب أعضاء جدد للجنة المركزية للحركة.
تلعب حركة فتح الانتفاضة، دوراً محورياً في قتال جبهة النصرة والتنظيمات المسلحة داخل مخيم اليرموك منذ منتصف 2012 بعد سقوط المخيم بيد قوات المعارضة السورية لا سيما جبهة النصرة والجيش الحر، فضلا عن ذلك لعبت فتح الانتفاضة دورا هاما في استعادة مخيم الحسينية القريب من مطار دمشق الدولي ، حيث خاضت معركة اقتحام المخيم وطرد قوات المعارضة السورية منه، وحاليا فتح الانتفاضة تسيطر على مخيمي جرمانا والحسينية وتقود قوات الدفاع الوطني هناك.

## التاريخ السياسي
عارضت اتفاقية أوسلو ولديها عمليات نوعية في الأرض المحتلة وفتح الانتفاضة ليس لديها وجود كبير في الأراضي المحتلة. وتعتبر هذه الحركة على لائحة التنظيمات الإرهابية لما فيها من مواقع كبيرة في المخيمات الفلسطينية في لبنان وأيضا مواقع خارج المخيمات الفلسطينية شاركت في معارك عديدة وخاصة في معركة الجبل بجانب القيادة العامة التي قدمت فيها مئات الشهداء.

## الخلافات الداخلية
في نوفمبر 2006 فصل أمين سر الحركة أبو موسى مساعده أبو خالد العملة على خلفية اتهامه بارتباطه بانشقاق أصولي سمي «فتح الإسلام», فيما قامت السلطات السورية باحتجازه. 
وقد ثارت احتجاجات واسعة في صفوف الحركة على خلفية هذا الفصل وما تبعه من فصل أمين سر إقليم الأردن إبراهيم عجوة المسمى "أبو يافا" وهو عضو مجلس ثوري ومن المقربين من أبو خالد العملة وقد تراجع أبو موسى  لاحقاً عن عملية الفصل المتخذه بحق أبو يافا تحت ضغط الاحتجاج الواسع.وعلى خلفية الأحداث قدم استقالته القيادي البارز في حركة فتح الانتفاضة أبو فاخر عدلي الخطيب مما أثار غضب الحركة ولم تقبل قرار الاستقالة لانه هو عماد الحركة السياسي والإعلامي والتنظيمي وعاد بعد استتباب الوضع إلى عمليات فصل واسعة وإعادة تشكيل أدت إلى إعلان أعضاء ومنتسبي الحركة في فلسطين إلى إصدار بيان يدين قيادة الحركة ويعتبرها تسعى إلى تدميرها. ومضمونه ان يرجع أبو موسى عن كل بيانات فصله هذا وقد صدر قبل ذلك بيان باسم كوادر ومنتسبي الحركة في فلسطين يخالف موقف القيادة حول تصورها لأحداث غزة واعتبر البيان أن أبناء الحركة في الداخل هم أعرف بالوضع من القيادة في الخارج. وأشار بيان الإدانة إلى أنهم سيفضحون المستور والمؤامرة على الحركة وأن صمتهم فقط للحفاظ على سمعة الحركة وبعض الحلفاء في إشارة توحي بأن كل الموضوع هو مؤامرة كان أبو موسى مجرد أداة فيها، واتهم البيان قيادة أبو موسى بحجب الأموال ومستحقات المعتقلين في فلسطين ومنهم العديد من المعتقلين في مناطق ال 48. كما اتهم البيان القيادة بأنها تبتز المناضلين والمعتقلين بلقمة العيش من أجل إجبارهم على عدم انتقاد الوضع الحركي السيء والخطوات غير الشرعية التي تم اتخاذها في الحركة. وقد قام أبو موسى بفصل أبو يافا بدعوى أنه يسعى مع أبو خالد العملة لتأسيس تنظيم قومي. أوضاع الحركة أصبحت في مستوى عال من السوء والضعف بعد فصل إثنين من أهم أعضائها هم أبو خالد العملة وإبراهيم عجوة«أبو يافا» وانفصال الداخل والأردن عن الحركة، حيث تم استبدال أبو يافا بقيادي آخر.

## جناحها العسكري
يدعى الجناح العسكري لحركة فتح الانتفاضة، قوات العاصفة . ومع توقيع اتفاق أوسلو بين منظمة التحرير الفلسطينية وإسرائيل عام 1993 بقيت في مواقعها في مخيمات لبنان و سوريا.

## النشاط المسلح
خلال الثمانينات، نفذت فتح الانتفاضة عدداً من الهجمات ضد إسرائيل، بما في ذلك المدنيين الإسرائيليين، إلا أنها لم تشارك في أعمال عنف ضد إسرائيل منذ وقت ما قبل إتفاقيات أوسلو.

## وصلات خارجية
- مجلة فتح الانتفاضة
- المجلة المركزية للحركة نسخة محفوظة 25 يوليو 2008 على موقع واي باك مشين.